# Friidrott vid olympiska sommarspelen 1912

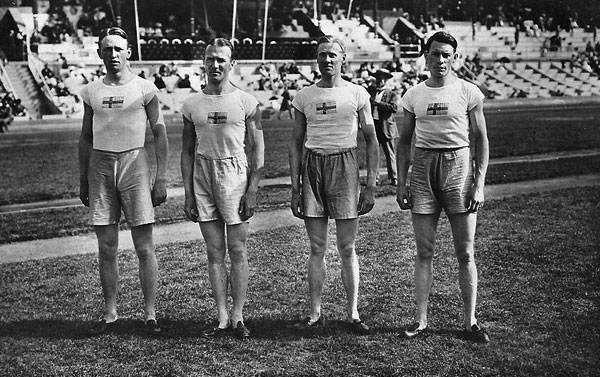
Svenska stafettlaget på 4x100 meter: Knut Lindberg, Charles Luther, Ivan Möller, Ture Person.

Friidrotten vid de olympiska sommarspelen 1912 i Stockholm bestod av 30 grenar och hölls mellan 6 och 15 juli 1912 på Stockholms olympiastadion. Antalet deltagare var 556 tävlande från 27 länder.

## Medaljfördelning
| Medaljfördelning |                |      |        |       |        |
| Placering        | Nation         | Guld | Silver | Brons | Totalt |
| 1                | USA            | 16   | 14     | 12    | 42     |
| 2                | Finland        | 6    | 4      | 3     | 13     |
| 3                | Sverige        | 4    | 5      | 6     | 15     |
| 4                | Storbritannien | 2    | 1      | 5     | 8      |
| 5                | Kanada         | 1    | 2      | 2     | 5      |
| 6                | Sydafrika      | 1    | 1      | 0     | 2      |
| 7                | Grekland       | 1    | 0      | 1     | 2      |
| 8                | Norge          | 1    | 0      | 0     | 1      |
| 9                | Frankrike      | 0    | 2      | 0     | 2      |
| 9                | Tyskland       | 0    | 2      | 0     | 2      |
| 11               | Italien        | 0    | 0      | 1     | 1      |
| 11               | Ungern         | 0    | 0      | 1     | 1      |

## Medaljörer

### Herrar
| Gren                                          | Guld                                                                                | Silver                                                                             | Brons                                                                                          |
| 100 meter Detaljer...                         | Ralph Craig · USA                                                                   | Alvah Meyer · USA                                                                  | Donald Lippincott · USA                                                                        |
| 200 meter Detaljer...                         | Ralph Craig · USA                                                                   | Donald Lippincott · USA                                                            | Willie Applegarth · Storbritannien                                                             |
| 400 meter Detaljer...                         | Charles Reidpath · USA                                                              | Hanns Braun · Tyskland                                                             | Edward Lindberg · USA                                                                          |
| 800 meter Detaljer...                         | Ted Meredith · USA                                                                  | Mel Sheppard · USA                                                                 | Ira Davenport · USA                                                                            |
| 1 500 meter Detaljer...                       | Arnold Jackson · Storbritannien                                                     | Abel Kiviat · USA                                                                  | Norman Taber · USA                                                                             |
| 5 000 meter Detaljer...                       | Hannes Kolehmainen · Finland                                                        | Jean Bouin · Frankrike                                                             | George Hutson · Storbritannien                                                                 |
| 10 000 meter Detaljer...                      | Hannes Kolehmainen · Finland                                                        | Lewis Tewanima · USA                                                               | Albin Stenroos · Finland                                                                       |
| Maraton Detaljer...                           | Ken McArthur · Sydafrika                                                            | Christian Gitsham · Sydafrika                                                      | Gaston Strobino · USA                                                                          |
| 110 meter häck Detaljer...                    | Frederick Kelly · USA                                                               | James Wendell · USA                                                                | Martin Hawkins · USA                                                                           |
| 4 x 100 meter stafett Detaljer...             | Storbritannien · Willie Applegarth · Victor d'Arcy · David Jacobs · Henry Macintosh | Sverige · Knut Lindberg · Charles Luther · Ivan Möller · Thure Persson             | Ingen                                                                                          |
| 4 x 400 meter Detaljer...                     | USA · Edward Lindberg · Ted Meredith · Charles Reidpath · Mel Sheppard              | Frankrike · Pierre Failliot · Charles Lelong · Charles Poulenard · Robert Schurrer | Storbritannien · Ernest Henley · George Nicol · Cyril Seedhouse · James Soutter                |
| 3000 meter lag Detaljer...                    | USA · Tell Berna · George Bonhag · Abel Kiviat · Louis Scott · Norman Taber         | Sverige · Bror Fock · Nils Frykberg · Thorild Olsson · Ernst Wide · John Zander    | Storbritannien · William Cottrill · George Hutson · William Moore · Edward Owen · Cyril Porter |
| 10 kilometer gång Detaljer...                 | George Goulding · Storbritannien                                                    | Ernest Webb · Storbritannien                                                       | Fernando Altimani · Italien                                                                    |
| Terränglöpning Detaljer...                    | Hannes Kolehmainen · Finland                                                        | Hjalmar Andersson · Sverige                                                        | John Eke · Sverige                                                                             |
| Terränglöpning i lag Detaljer...              | Sverige · Hjalmar Andersson · John Eke · Josef Ternström                            | Finland · Jalmari Eskola · Hannes Kolehmainen · Albin Stenroos                     | Storbritannien · Ernest Glover · Frederick Hibbins · Thomas Humphreys                          |
| Längdhopp Detaljer...                         | Albert Gutterson · USA                                                              | Calvin Bricker · Kanada                                                            | Georg Åberg · Sverige                                                                          |
| Tresteg Detaljer...                           | Gustaf Lindblom · Sverige                                                           | Georg Åberg · Sverige                                                              | Eric Almlöf · Sverige                                                                          |
| Höjdhopp Detaljer...                          | Alma Richards · USA                                                                 | Hans Liesche · Tyskland                                                            | George Horine · USA                                                                            |
| Stavhopp Detaljer...                          | Harry Babcock · USA                                                                 | Frank Nelson · USA Marc Wright · USA                                               | William Halpenny · Kanada Frank Murphy · USA Bertil Uggla · Sverige                            |
| Stående längdhopp Detaljer...                 | Konstantinos Tsiklitiras · Grekland                                                 | Platt Adams · USA                                                                  | Benjamin Adams · USA                                                                           |
| Stående höjdhopp Detaljer...                  | Platt Adams · USA                                                                   | Benjamin Adams · USA                                                               | Konstantinos Tsiklitiras · Grekland                                                            |
| Kulstötning Detaljer...                       | Pat McDonald · USA                                                                  | Ralph Rose · USA                                                                   | Lawrence Whitney · USA                                                                         |
| Diskuskastning Detaljer...                    | Armas Taipale · Finland                                                             | Richard Byrd · USA                                                                 | James Duncan · USA                                                                             |
| Släggkastning Detaljer...                     | Matt McGrath · USA                                                                  | Duncan Gillis · Kanada                                                             | Clarence Childs · USA                                                                          |
| Spjutkastning Detaljer...                     | Eric Lemming · Sverige                                                              | Juho Saaristo · Finland                                                            | Mór Kóczán · Ungern                                                                            |
| Kulstötning med dubbelfattning Detaljer...    | Ralph Rose · USA                                                                    | Pat McDonald · USA                                                                 | Elmer Niklander · Finland                                                                      |
| Diskuskastning med dubbelfattning Detaljer... | Armas Taipale · Finland                                                             | Elmer Niklander · Finland                                                          | Emil Magnusson · Sverige                                                                       |
| Spjutkastning med dubbelfattning Detaljer...  | Juho Saaristo · Finland                                                             | Väinö Siikaniemi · Finland                                                         | Urho Peltonen · Finland                                                                        |
| Femkamp Detaljer...                           | Ferdinand Bie · Norge Jim Thorpe · USA                                              | James Donahue · USA                                                                | Frank Lukeman · Kanada                                                                         |
| Tiokamp Detaljer...                           | Hugo Wieslander · Sverige Jim Thorpe · USA                                          | Charles Lomberg · Sverige                                                          | Gösta Holmér · Sverige                                                                         |

## Deltagande nationer
Totalt deltog 556 friidrottare från 27 länder vid de olympiska spelen 1912 i Stockholm.
| - Australasien (5) - Belgien (2) - Böhmen (11) - Chile (6) - Danmark (14) - Finland (23) - Frankrike (32) - Grekland (5) - Island (1) | - Italien (14) - Japan (2) - Kanada (18) - Luxemburg (2) - Nederländerna (1) - Norge (23) - Portugal (4) - Ryssland (35) - Schweiz (1) | - Serbien (3) - Storbritannien (65) - Sverige (108) - Sydafrika (7) - Turkiet (2) - Tyskland (24) - Ungern (27) - USA (109) - Österrike (12) |